# Tipula (Formotipula) melanopyga
Tipula (Formotipula) melanopyga is een tweevleugelige uit de familie langpootmuggen (Tipulidae). De soort komt voor in het Oriëntaals gebied.